# Hochalmspitze
Die Hochalmspitze (veraltet und ortsunüblich auch Hochalpenspitze) ist mit einer Höhe von 3360 m ü. A. die höchste Erhebung der Ankogelgruppe in den Hohen Tauern. Als Gegenstück zum Glockner wird sie auch „Tauernkönigin“ oder „Tauernfürstin“ genannt. Im Volksmund heißt sie Der Hochalmer. Sie liegt östlich von Mallnitz in Kärnten.

## Lage
Die Hochalmspitze ist zweigipfelig, die niedrigere Schneeige Hochalmspitze ist bereits ausgeapert und die höhere Apere Hochalmspitze trägt das Gipfelkreuz. Früher ist der heute als eigenständiger Gipfel betrachtete Großelendkopf ebenfalls als Gipfel der Hochalmspitze angesehen worden. Zwischen den vier markanten Graten liegen die Gletscher Großelendkees im Norden, Hochalmkees im Osten sowie die kleineren Trippkees im Süden und Winkelkees im Westen. Im Süden trennt die Mallnitzer Scharte (2673 m) die Hochalmspitze von der Reißeckgruppe und im Norden liegt der Kölnbreinspeicher. Nach Nordwesten setzt sich der Hauptkamm zum Ankogel fort.

## Anstiege

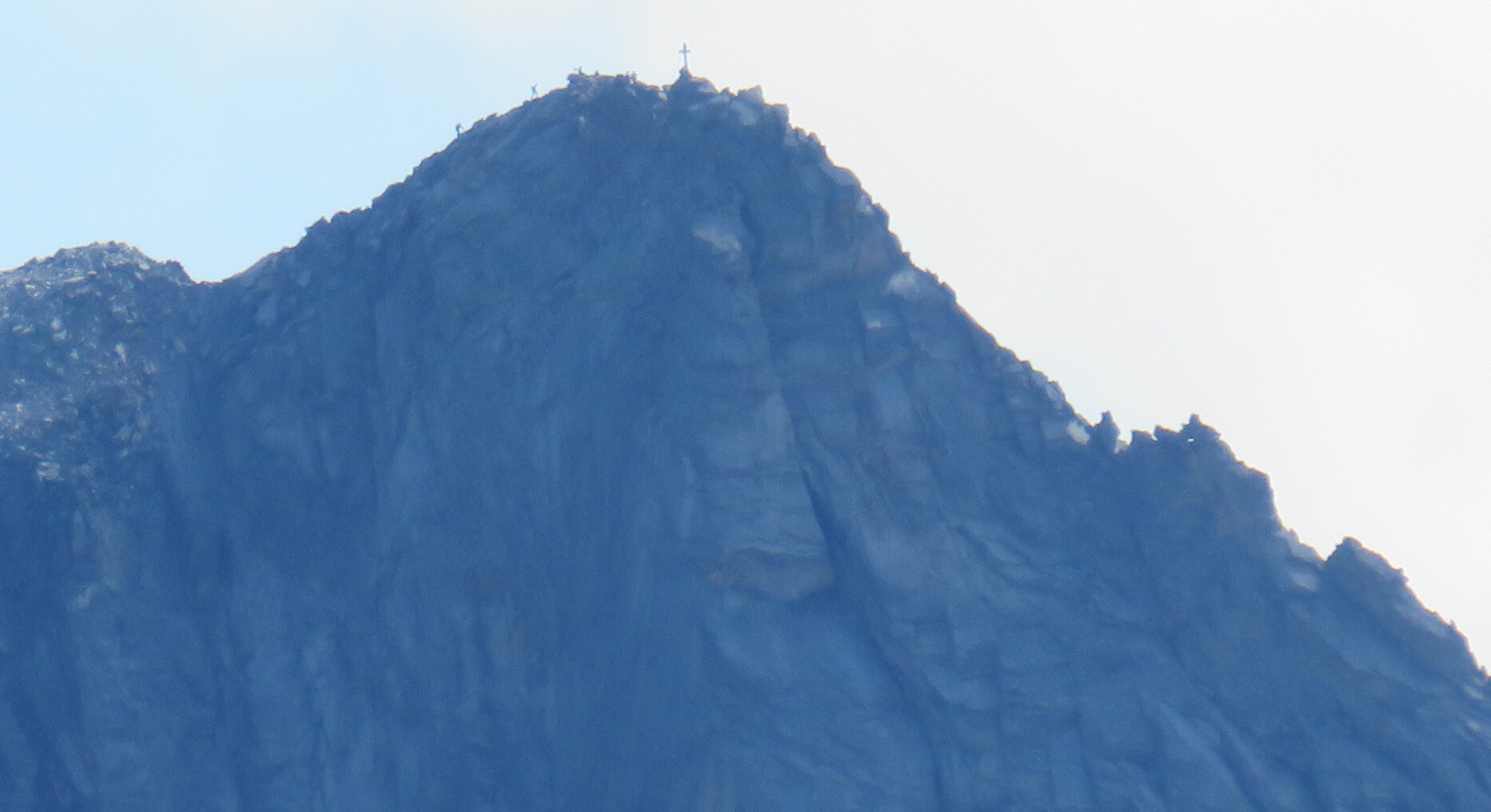
Gipfelaufbau der Hochalmspitze von Nordwesten

Der Normalweg führt von der Gießener Hütte zunächst über einen markierten Steig, dann über das Trippkees und schließlich über den Südostgrat über die Steinernen Mandl  („Rudolstädter Weg“) (UIAA I, teilweise versichert). Dieser Weg wurde erstmals 1892 durch Frido Kordon und Gefährten begangen. Aufgrund des fortschreitenden Gletscherrückgangs und des auftauenden Permafrostes ist diese Route inzwischen zunehmend steinschlaggefährdet und der Übergang vom steilen Gletscher zum Felsaufbau ist anspruchsvoll geworden, beim Abstieg kann Abseilen über die steile Gletscherstufe erforderlich sein, Gletscherausrüstung (Steigeisen) erforderlich. 
Über den Südwestgrat führt der bekannte, lange und schwierigere (UIAA II trotz Versicherungen) „Detmolder Grat“, dessen erste Begehung Ottokar Chiari und Karl Dürr 1877 gelang. Diese Route wurde aufgrund des Gletscherrückgangs inzwischen großteils in die Felsen verlegt und ist deutlich weniger steinschlaggefährdert und daher nicht nur für den Auf- sondern auch Abstieg geeignet, auch wenn eine Begehung aufgrund der Länge und der technischen Anforderungen zeitintensiv ist.
Weitere Anstiegsmöglichkeiten bestehen von der Osnabrücker Hütte durch das Großelendtal und weiter über das Großelendekees (Gletscherausrüstung erforderlich) zur Preimlscharte und das Hochalmkees (Gletscherausrüstung erforderlich) sowie von der Villacher Hütte ebenfalls über das Hochalmkees (Gletscherausrüstung erforderlich) und weiter über die Normalroute (Südostgrat).
Für alle Routen sind Trittsicherheit, Schwindelfreiheit und alpine Erfahrung erforderlich.

## Geschichte
Der Erstbesteigung gelang am 30. August 1855 Josef Moritz aus Eisentratten, Andreas Pucher aus Gmünd und Jakob Haman aus Malta, nachdem im selben Monat bereits zwei Besteigungsversuche von Einheimischen scheiterten. Als erster Tourist erreichte vier Jahre später Paul Grohmann, geführt durch den Erstbesteiger Andreas Pucher, und Franz Moidele den Gipfel.
In den 1970er Jahren wurde ein Gletscherskigebiet auf der Hochalmspitze geplant. 1988 gelang es dem Österreichischen Alpenverein, die Hochalmspitze und 7,5 km² angrenzendes Gletschergelände bei einer Versteigerung zu erwerben und damit die technische Erschließung abzuwenden. Der damalige Kaufpreis betrug 1,12 Millionen Schilling und wurde durch einen Großspender aufgebracht.